# Compotier et Cartes
Compotier et Cartes est un tableau réalisé par le peintre français Georges Braque début 1913. Cette toile exécutée à l'huile et rehaussée au crayon et au fusain est une nature morte cubiste représentant notamment un compotier rempli de raisins ainsi qu'un as de cœur et un as de trèfle. Don de Paul Rosenberg en 1947, elle est aujourd'hui conservée au musée national d'Art moderne, à Paris.